# Hérémence
Hérémence je obec ve švýcarském kantonu Valais, okrese Hérens. Žije zde přibližně 1 400 obyvatel. Na území obce se nachází nejvyšší evropská hráz, a to na přehradě Grande Dixence s výškou 285 metrů.

## Geografie
Obec se nachází ve stejnojmenném údolí Val d’Hérémence. Sousedními obcemi od severu ve směru hodinových ručiček jsou Vex, Saint-Martin, Evolène, Val de Bagnes a Nendaz.
Hérémence má rozlohu 107,6 km², z toho 18,0 % zemědělské půdy, 18,8 % lesy, 1,9 % je zastavěná plocha a 61,3 % je neplodná půda. Obec se nachází na levém břehu řek Borgne a Dixence; Hérémence leží na soutoku obou řek. Zahrnuje údolí Dixence. Mimo hlavní obce Hérémence ji tvoří také osady Ayer, Euseigne, Mâche, Pralong, Riod a Cerise.

## Historie

Letecký pohled (1955)

Obec je poprvé zmiňována v listině z roku 1195 jako Aremens.
Obec patřila k území Bramois, které se v roce 515 dostalo do vlastnictví opatství Saint-Maurice. Kolem roku 1100 byla podřízena místodržitelství Sion, ale měla vlastního starostu. V roce 1268 přešla pod savojskou správu a byla začleněna do panství Conthey. Jeho vzdálenost a nedostatečné spojení s Conthey však ztěžovaly jeho kontrolu a zajišťovaly mu poměrně vysokou míru autonomie. V roce 1268 se vrátila zpět pod nadvládu Savojska, kde celé údolí Val d’Hérémence zůstalo až do roku 1476, na rozdíl od Val d’Hérens. Navzdory určitým privilegiím se obyvatelé Hérémence stavěli proti vládě Conthey a přáli si návrat pod sionskou vlajku. Hérémence leželo na hranici mezi savojským územím a územím Valais a v různých regionálních konfliktech platilo vysokou daň. Obec využila příznivé příležitosti, která se jí naskytla po vítězství valaiského venkova v bitvě u Planta a dobytí části dolního Valais (1476), a požádala o opětovné zařazení pod sionskou vládu, čemuž kantonální rada Valais v roce 1513 vyhověla a v roce 1526 to potvrdila. V roce 1665 byly obce Nendaz a Hérémence spojeny do velkého panství. Po revoluci v dolním Valais a francouzské invazi v roce 1798 se Hérémence stalo hlavním městem okresu, v roce 1802 nově vytvořeného kantonu a v roce 1810 dalšího stejnojmenného kantonu. Ten byl v roce 1815 přeměněn na Zenden (okrsek) Hérens a v roce 1848 na okres Hérens (hlavní město Vex).
Hérémence zůstalo dlouho poměrně chudou obcí. Po výstavbě první přehrady (1929–1935) přinesla výstavba přehrady Grande Dixence v letech 1950–1964 nový impuls pro místní ekonomiku a obci přinesla značné příjmy. Díky přílivu dělníků, z nichž mnozí byli přistěhovalci, počet obyvatel dočasně vzrostl. Vedle zemních pyramid v Euseigne je přehradní hráz hlavní turistickou atrakcí Hérémence.

## Obyvatelstvo
| Vývoj počtu obyvatel | Vývoj počtu obyvatel | Vývoj počtu obyvatel | Vývoj počtu obyvatel | Vývoj počtu obyvatel | Vývoj počtu obyvatel | Vývoj počtu obyvatel | Vývoj počtu obyvatel |
| -------------------- | -------------------- | -------------------- | -------------------- | -------------------- | -------------------- | -------------------- | -------------------- |
| Rok                  | 1850                 | 1900                 | 1930                 | 1950                 | 1960                 | 2000                 | 2016                 |
| Počet obyvatel       | 1137                 | 1101                 | 1736                 | 1648                 | 1868                 | 1294                 | 1377                 |

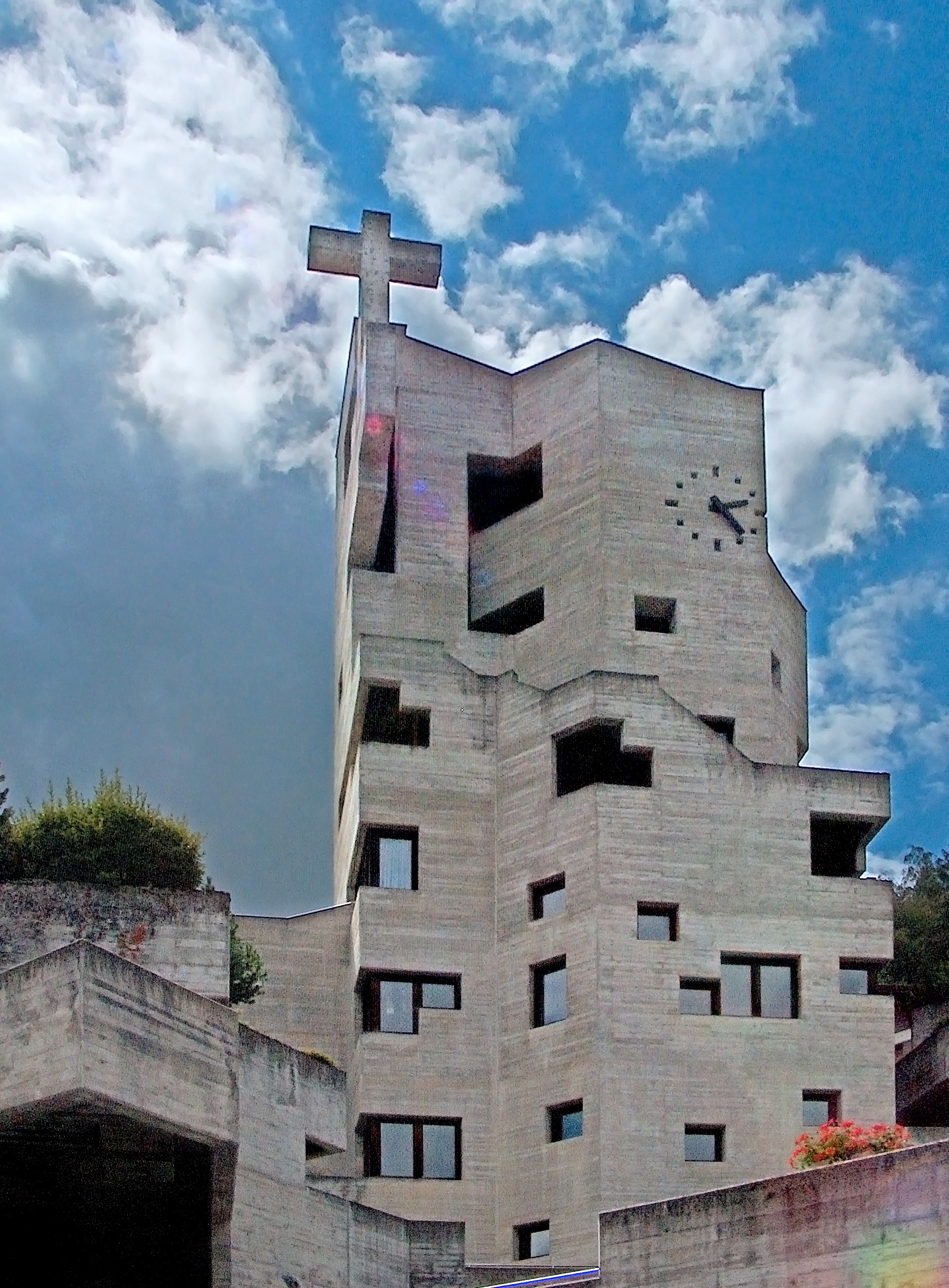
Římskokatolický kostel sv. Mikuláše

V roce 2000 hovořilo 97,5 % obyvatel obce francouzsky. K církvi římskokatolické se hlásí 97,5 % obyvatel a ke švýcarské reformované církvi se ve stejném roce hlásilo 3,1 % obyvatel.

## Grande Dixence
Grande Dixence je betonová gravitační přehrada na řece Dixence v čele údolí Val d’Hérémence. S výškou 285 metrů jde o nejvyšší gravitační přehradu na světě, pátou nejvyšší přehradu celkově a nejvyšší přehradu v Evropě.
Přehrada zadržuje nádrž Lac des Dix. S povrchem 4 km² jde o druhou největší nádrž v kantonu Valais a největší nádrž v nadmořské výšce nad 2 000 metrů v Alpách. Při maximální kapacitě je její objem přibližně 400 milionů metrů krychlových vody s hloubkou až 284 metrů. Stavba přehrady byla zahájena v roce 1950 a byla dokončena v roce 1961, poté byla oficiálně uvedena do provozu v roce 1965.

## Fotogalerie

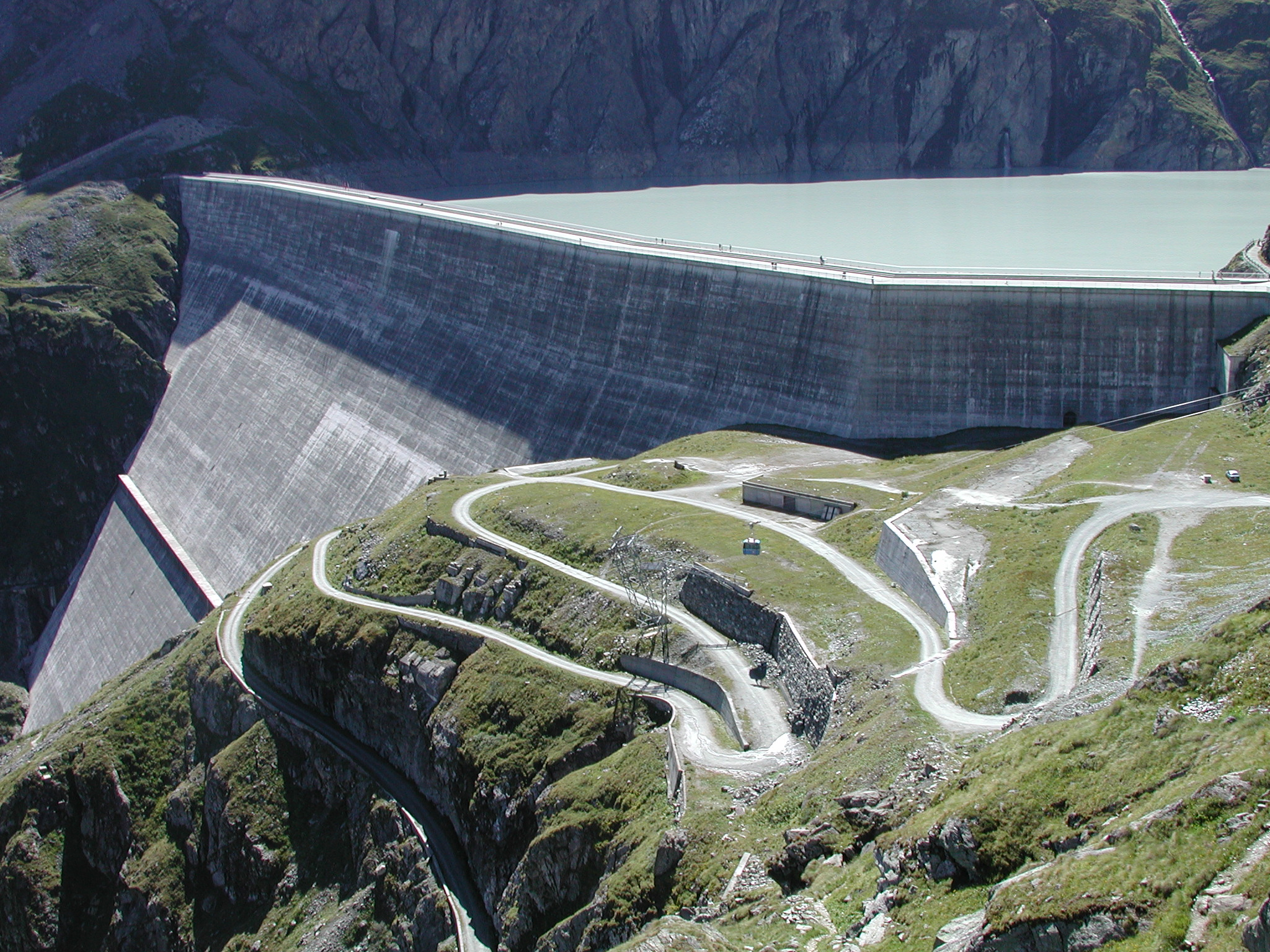
Přehrada Grande Dixence
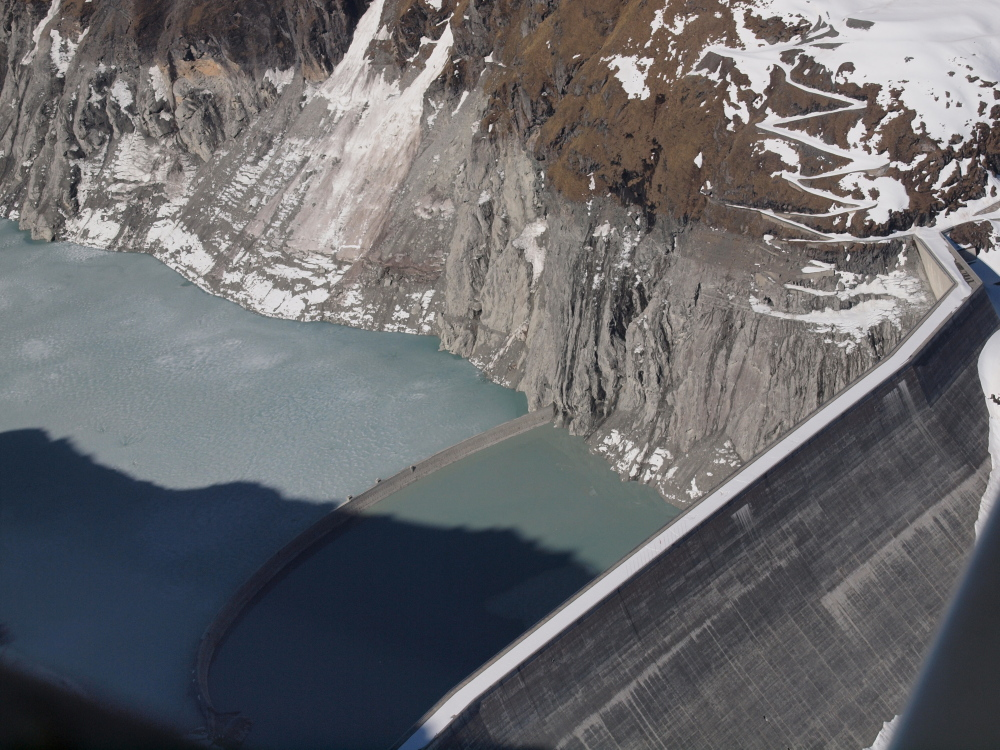
Grande Dixence - hráz
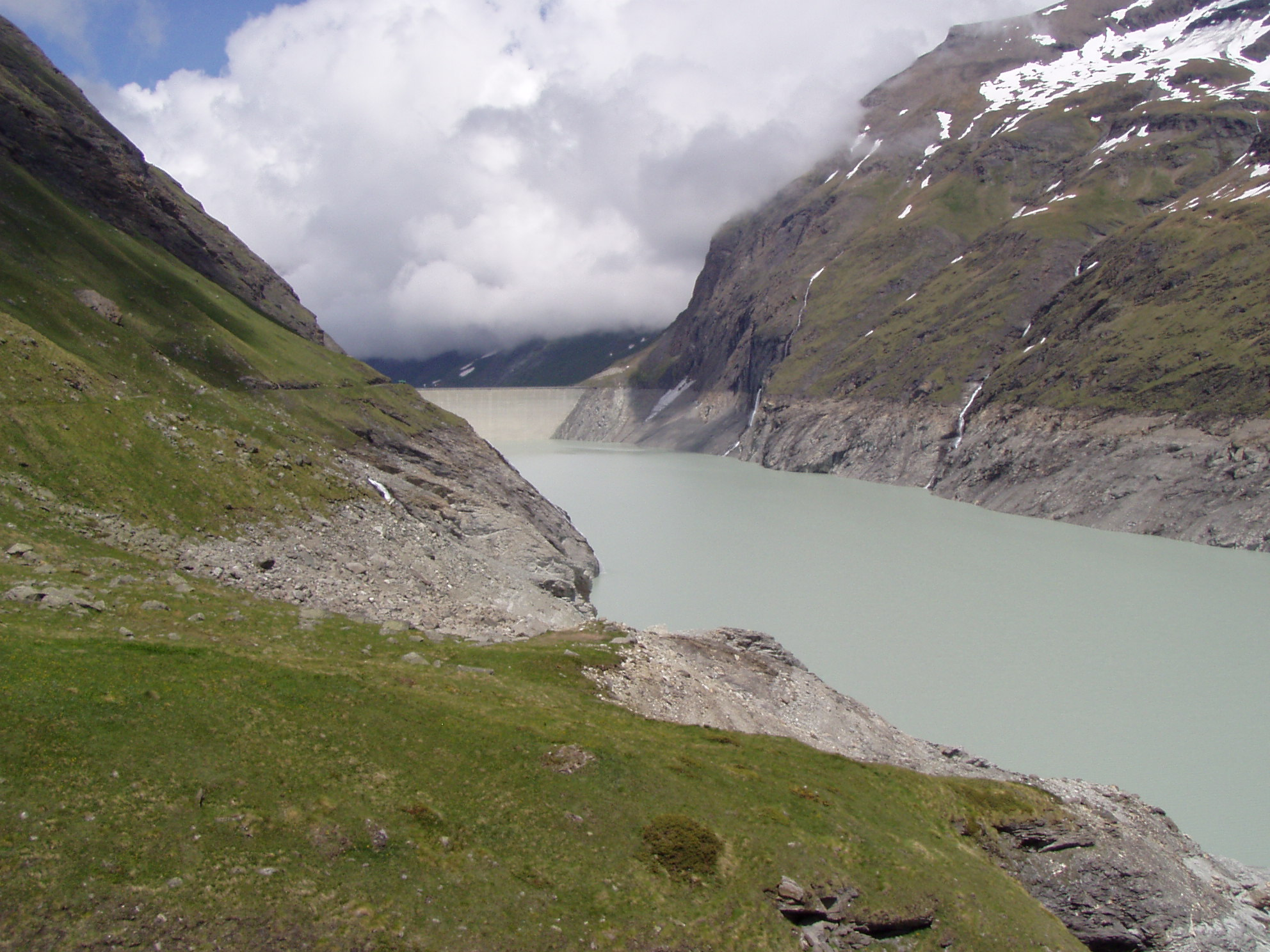
Grande Dixence
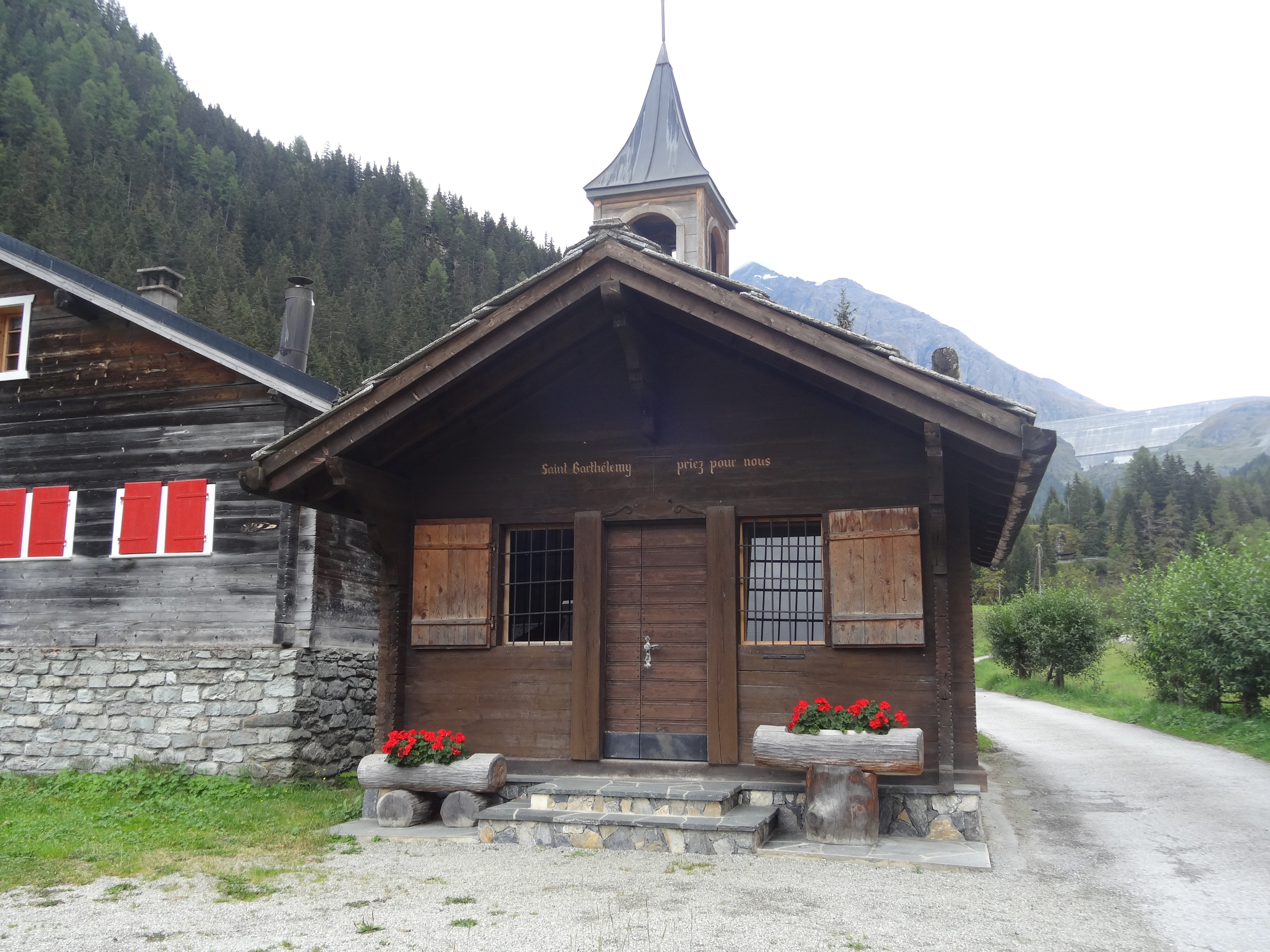
Pralong - kaple sv. Bartoloměje
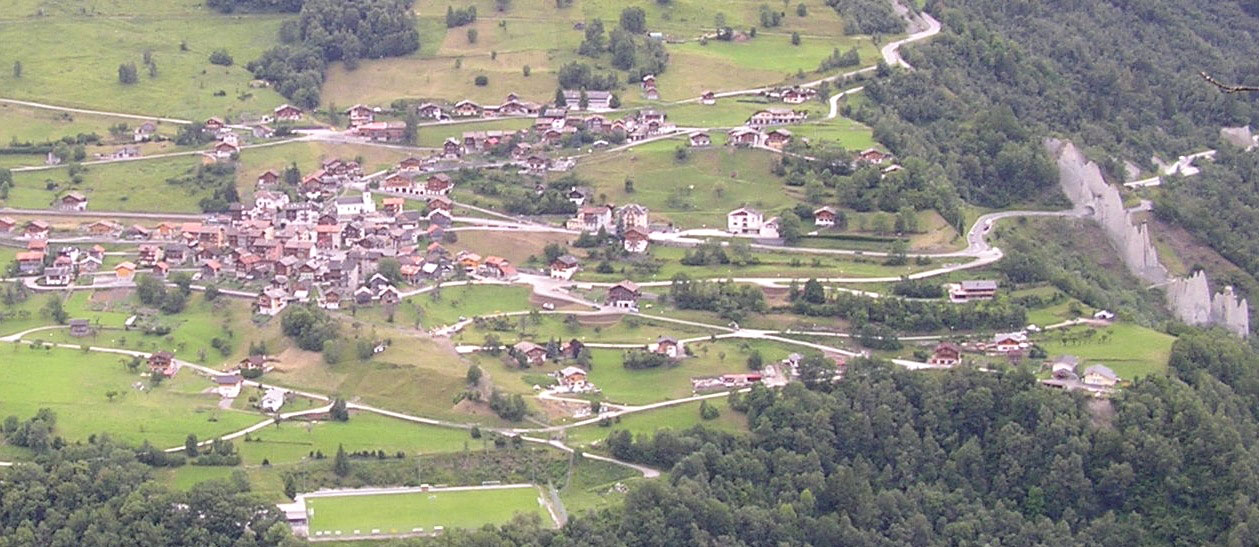
Euseigne